# Мартонош
Мартонош (мађ. Martonos) је насеље у општини Кањижа, у Севернобанатском округу, у Србији. Према попису из 2022. било је 1429 становника.
Смештен је на реци Тиси, десетак километара северно од Кањиже и око пет километара на север је државна граница са Мађарском. У близини места је и железничка пруга.
Овде се налазе Српска православна црква Преноса моштију Св. оца Николаја у Мартоношу, Српска православна народна школа у Мартоношу и Капела на Православном гробљу у Мартоношу.

## Назив места
О пореклу назива Мартонош нема поузданих података. По предању изложеном 1864. године на овом месту је живео један рибар по имену Мартон (Мартин) на „златном брегу“ то јест на оном узвишењу, брегу на којем се налази и данашње село. Вероватније је да је име у вези са манастиром Светог Мартина (Сзент Мартон), или стрмом обалом Тисе код села која се на мађарском језику зове „март“.

## Историја
Мартонош — у писаним документима се први пут спомиње 1237. године, у вези са једним манастиром по имену Мортинус који је након татарске најезде обновљен. Приликом обиласка једног властелинског поседа 1335. године се спомињу племићи из Мартоноша, на пример Бекуш, син Леринца од Мартоноша и Песћењи Иштван де Мартонош.
По овим изворима посед Мартоноша се граничио са селима Лудашеђхаз, Đekenjto, Пустаеђхаз (Данашња Стара Торина).
Доласком Турака назив села се опет спомиње, на пример у јуначким песмама познатог мађарског песника-хроничара Тиноди Лантош Шебешћен. Мартонош се у ово време више пута страдао, али је увек обновљено. По српском извору из 1905. године место је насељено у 16. веку, за време цара Фердинанда I. Мађарска војска је победила Турке 1552. године, већ 1554. године међутим било је под турском влашћу са три пореског обвезника до године 1569. је број становника нагло повећао. Познати турски путописац Евлија Челеби овако пише о месту: „Тврђава Мартоноша, названа по некадашњем градитељу је древно место, наши су га заузели 1554. године. Има једног заповедника и 15 војника. Тврђава је мала и налази се поред Тисе. Насеље има 150 мађарских кућа и једну цркву".
Октобра 1686. године Мартонош је ослобођен од турске власти, и утврђење је улазило у састав потиске војне границе и дао је 50 пешака и 25 коњаника а имао је око 300 опорезованих појединаца. За време Ракоцијеве буне је било више пута спаљено. Срби граничари из Мартоноша по укидању Горње границе, масовно су се иселили у Русију, у ненастањеној области "Новој Србији" где су основали насеље и назвали га Мартонош. Новембра 1750. године када је било изјашњавање у вези статуса, у месту су се изјаснили за провинцијал официри: капетан Лазар Вујић, хаднађ Јован Јегарац и барјактар Јован Ђурић. За милитарски статус одлучили су се капетан лајтант Петар пл. Вујић, хаднађ Максим Вујић и барјактар Живан Јеремић.
По предању старешине шанца су добили од царице племство (Егрешићи, Ђуришић и Еремић) и 60 јутара земље. Конкретно су официри верни Аустрији добили поред мађарског племства и земљишне поседе: лајтанти Велимир Абрахамовић и Драгић Каракашевић по 58 ланаца, а заставник Остоја Кубура 44 ланца земље.
После 1750. године је почело на њихово место досељавање мађарског становништва које је наредбом Марије Терезије од 1774. године изједначено са староседелачким српски становништвом.
Године 1771. Мартонош је имао 206 кућа, а по попису из 1784. године насељу припадају следеће пустаре: Горњи и Доњи Пуч, Горњи Ошторак. На крају 1870. године се Мартонош потпуно ослободио откупом од свих урбанијалних обавеза заједно са крунском округом што је омогућило интензивније насељавање, повећање броја салаша.
Године 1905. у Мартоношу су у функцији пошта и телеграф.

## Срби у Мартоношу
У Мартоношу се јављају као купци једне српске књиге 1820. године, Михаил Апић наставник и Јован Цвејић трговац. Књигу о образовању деце купила је 1834. године група мештана: Јаков Жижић парох и катихета, Матеј Костић учитељ, Василије Цвејић нотар и Јован Цвејић купац (трговац) и сирочадски отац.
Православно парохијско звање у Мартоношу је основано и матрикуле се воде од 1850. године. Српска православна црква је посвећена Св. Николи, грађена је половином 19. века. Иконостас је осликао сликар Ђорђе Пецић 1862. године.
За време мађарске буне 1848-1849. године пострадали су Срби из Мартоноша потиског, и то од глади. Направљен је списак људи-домаћина Срба из тог места, који је послат новембра 1849. године "врховном" жупану Исидору Николићу. Тражило је храну њих 215 породица са 1018 душа. У међувремену је 32 особе умрло од глади. Радило се великој несрећи у многим местима у Потисју. Дуг је списак грађана Мартоноша који су послали прилог од 141 ф. за Српско народно позориште у Новом Саду 1862. године. Први и најдарежљивији је Милош племенити Јеремић општинске бележник који је дао 20 ф. а ту су: Лазар Мучалов трговац 20 ф, Мита Милинов арендаш 8 ф, Хош Ференц адвокат Мађар 5 ф., Сима Мучалов трговац 5 ф., следе они са много мањим прилогом - Калајџи Јанош салитраш, Арсен Маринков кмет, Пиклер Јаков лекар, Марко Малетин колачар, Тима Крстеканић кмет и други. Давали су више пута Срби из Мартоноша прилоге, па и за Црногорце и Херцеговце дали су 1862. године 39 ф.
Петар Петровић је парох и претплатник једне корисне књиге 1867. године. Евгеније Вучић је био народни учитељ у месту 1862. године.
По извештају из 1872. године, разликују се државни-политички од црквеног пописа становника. По првом, у месту је 1582 православца, а по другом мало више - 1611. Мартонош је православна парохија друге платежне класе.
По српском извору из 1905. године Мартонош је велика бачка општина. Ту живи 6110 становника у 1257 домова. Срба има 1342 душе са 308 кућа. У месту је српска црква и две вероисповедне школе. Црква је у добром стању, постоји парохијски дом и српско православно гробље. Храмовни иконостас је осликаван од 1855. године. Црквена општина је редовна и уређена, под председником црквеног и школског одбора Влајком Еремићем. Има библиотека са 427 књига; писарница, библиотека и архива су беспрекорни. Парохија је друге платежне класе, са земљишним поседом од 85 кј. Парох је поп Младен Јосић родом из Старог Бечеја, са службом у месту 14 година, а стиже и да се бави књижевним радом. При парохији делује више заклада који помажу цркву, школу и сиротињу. То су две Закладе Нате Шећерове за православну капелу, затим две Закладе Евице племените Еремић за школски барјак и српски православни крст, Заклада Васе Лунга за српски крст, Заклада Ђуре Јосимовића (за његов парастос) и Заклада Персе Вучић (за њен парастос). Постоји Фонд за сиротињу и Заклада парохијска за православну вероисповедну школу. Постоји једно школско здање зидано 1853. године. Учитељ Тоша Петаковић родом из Карловаца је умро те године, након 33 године службе у месту. Заменио га је његов син Милорад Петаковић, који је од 1908. године стални. Учитељица Љубица Филиповић је родом из Велике Кикинде и служи у месту свих 13 година. У редовну школу иде 151 дете (од 277 пописаних), а у пофторну школу иде 46 старијих ђака (од пописаних 45). Ради и забавиште које похађа 81 дете.

## Привреда
Мартонош је некада имао веома повољан положај јер се налазио поред Тисе, али услед промене речног корита је овај положај изгубио. Има железничку станицу, аутобуску везу, на Тиси је некада саобраћала и скела према Крстуру, али је после изградње кањишког моста изгубила значај.
Мартонош је данас сеоско насеље. Већина становника се бави земљорадњом, повртарством, гајењем паприке, лука, кромпира. И сточарство је добро развијено. Занатство има дугу традицију, цехови су основани већ 1826. године. Чувене су мартоношке корпарско радионице, сушионице паприке.
Село има основну школу, здравствену станицу и културно друштво. Месну управу чини месна канцеларија и месна заједница.

## Демографија
У насељу Мартонош живи 1751 пунолетни становник, а просечна старост становништва износи 41,7 година (39,7 код мушкараца и 43,7 код жена). У насељу има 865 домаћинстава, а просечан број чланова по домаћинству је 2,52.
Ово насеље је углавном насељено Мађарима (према попису из 2002. године), а у последња три пописа, примећен је пад у броју становника.
|             | \| Демографија[13] \| Демографија[13] \| Демографија[13] \| \| Година \| Становника \| Становника \| \| --------------- \| --------------- \| --------------- \| \| 1948. \| 3.361 \| \| \| 1953. \| 3.266 \| \| \| 1961. \| 3.400 \| \| \| 1971. \| 2.996 \| \| \| 1981. \| 2.737 \| \| \| 1991. \| 2.423 \| 2.397 \| \| 2002. \| 2.183 \| 2.208 \| \| 2011. \| 1.988 \| \| \| 2022. \| 1.429 \| \| |            |
| Демографија | |            |
| Година      | Становника | Становника |
| 1948.       | 3.361 |            |
| 1953.       | 3.266 |            |
| 1961.       | 3.400 |            |
| 1971.       | 2.996 |            |
| 1981.       | 2.737 |            |
| 1991.       | 2.423 | 2.397      |
| 2002.       | 2.183 | 2.208      |
| 2011.       | 1.988 |            |
| 2022.       | 1.429 |            |

| Етнички састав према попису из 2002. | Етнички састав према попису из 2002. | Етнички састав према попису из 2002. | Етнички састав према попису из 2002. | Етнички састав према попису из 2002. |
| ------------------------------------ | ------------------------------------ | ------------------------------------ | ------------------------------------ | ------------------------------------ |
|                                      |                                      |                                      |                                      |                                      |
| Мађари                               | Мађари                               |                                      | 1.897                                | 86,89%                               |
| Срби                                 | Срби                                 |                                      | 155                                  | 7,10%                                |
| Роми                                 | Роми                                 |                                      | 86                                   | 3,93%                                |
| Албанци                              | Албанци                              |                                      | 12                                   | 0,54%                                |
| Хрвати                               | Хрвати                               |                                      | 9                                    | 0,41%                                |
| Југословени                          | Југословени                          |                                      | 8                                    | 0,36%                                |
| Буњевци                              | Буњевци                              |                                      | 4                                    | 0,18%                                |
| Словаци                              | Словаци                              |                                      | 3                                    | 0,13%                                |
| Немци                                | Немци                                |                                      | 2                                    | 0,09%                                |
| Црногорци                            | Црногорци                            |                                      | 1                                    | 0,04%                                |
| Словенци                             | Словенци                             |                                      | 1                                    | 0,04%                                |
| Македонци                            | Македонци                            |                                      | 1                                    | 0,04%                                |

| \| \| м \| \| \| ж \| \| ? \| 3 \| \| \| 2 \| \| 80+ \| 13 \| \| \| 50 \| \| 75—79 \| 31 \| \| \| 44 \| \| 70—74 \| 47 \| \| \| 75 \| \| 65—69 \| 65 \| \| \| 87 \| \| 60—64 \| 55 \| \| \| 76 \| \| 55—59 \| 79 \| \| \| 80 \| \| 50—54 \| 71 \| \| \| 74 \| \| 45—49 \| 83 \| \| \| 68 \| \| 40—44 \| 88 \| \| \| 70 \| \| 35—39 \| 80 \| \| \| 84 \| \| 30—34 \| 70 \| \| \| 74 \| \| 25—29 \| 59 \| \| \| 49 \| \| 20—24 \| 71 \| \| \| 51 \| \| 15—19 \| 62 \| \| \| 77 \| \| 10—14 \| 79 \| \| \| 68 \| \| 5—9 \| 57 \| \| \| 63 \| \| 0—4 \| 43 \| \| \| 35 \| \| Просек : \| 39,7 \| \| \| 43,7 \| |      |  |  |      |
| |      |  |  |      |
| | м    |  |  | ж    |
| ? | 3    |  |  | 2    |
| 80+ | 13   |  |  | 50   |
| 75—79 | 31   |  |  | 44   |
| 70—74 | 47   |  |  | 75   |
| 65—69 | 65   |  |  | 87   |
| 60—64 | 55   |  |  | 76   |
| 55—59 | 79   |  |  | 80   |
| 50—54 | 71   |  |  | 74   |
| 45—49 | 83   |  |  | 68   |
| 40—44 | 88   |  |  | 70   |
| 35—39 | 80   |  |  | 84   |
| 30—34 | 70   |  |  | 74   |
| 25—29 | 59   |  |  | 49   |
| 20—24 | 71   |  |  | 51   |
| 15—19 | 62   |  |  | 77   |
| 10—14 | 79   |  |  | 68   |
| 5—9 | 57   |  |  | 63   |
| 0—4 | 43   |  |  | 35   |
| Просек : | 39,7 |  |  | 43,7 |

| Година пописа     | 1948. | 1953. | 1961. | 1971. | 1981. | 1991. | 2002. |
| ----------------- | ----- | ----- | ----- | ----- | ----- | ----- | ----- |
| Број домаћинстава | 1.084 | 1.099 | 1.178 | 1.083 | 1.021 | 962   | 865   |

| Број чланова      | 1   | 2   | 3   | 4   | 5  | 6  | 7 | 8 | 9 | 10 и више | Просек |
| ----------------- | --- | --- | --- | --- | -- | -- | - | - | - | --------- | ------ |
| Број домаћинстава | 213 | 296 | 151 | 139 | 40 | 18 | 6 | 1 | 1 | 0         | 2,52   |

| Пол    | Укупно | Неожењен/Неудата | Ожењен/Удата | Удовац/Удовица | Разведен/Разведена | Непознато |
| ------ | ------ | ---------------- | ------------ | -------------- | ------------------ | --------- |
| Мушки  | 877    | 260              | 518          | 38             | 60                 | 1         |
| Женски | 961    | 150              | 538          | 217            | 56                 | 0         |
| УКУПНО | 1.838  | 410              | 1.056        | 255            | 116                | 1         |

| Пол    | Укупно                    | Пољопривреда, лов и шумарство | Рибарство                            | Вађење руде и камена | Прерађивачка индустрија       |
| ------ | ------------------------- | ----------------------------- | ------------------------------------ | -------------------- | ----------------------------- |
| Мушки  | 541                       | 241                           | 1                                    | 1                    | 202                           |
| Женски | 322                       | 173                           | 0                                    | 0                    | 83                            |
| Укупно | 863                       | 414                           | 1                                    | 1                    | 285                           |
|        |                           |                               |                                      |                      |                               |
| Пол    | Производња и снабдевање   | Грађевинарство                | Трговина                             | Хотели и ресторани   | Саобраћај, складиштење и везе |
| Мушки  | 5                         | 33                            | 23                                   | 1                    | 10                            |
| Женски | 0                         | 1                             | 16                                   | 9                    | 1                             |
| Укупно | 5                         | 34                            | 39                                   | 10                   | 11                            |
|        |                           |                               |                                      |                      |                               |
| Пол    | Финансијско посредовање   | Некретнине                    | Државна управа и одбрана             | Образовање           | Здравствени и социјални рад   |
| Мушки  | 1                         | 3                             | 9                                    | 5                    | 4                             |
| Женски | 4                         | 1                             | 3                                    | 15                   | 14                            |
| Укупно | 5                         | 4                             | 12                                   | 20                   | 18                            |
|        |                           |                               |                                      |                      |                               |
| Пол    | Остале услужне активности | Приватна домаћинства          | Екстериторијалне организације и тела | Непознато            | Непознато                     |
| Мушки  | 2                         | 0                             | 0                                    | 0                    | 0                             |
| Женски | 2                         | 0                             | 0                                    | 0                    | 0                             |
| Укупно | 4                         | 0                             | 0                                    | 0                    | 0                             |

## Галерија
- Српска православна народна школа
- Статуа од дрвета у Мартоношу
- Жупни дом
- Српска православна црква Преноса моштију Светог оца Николаја
- Споменик у дворишту Жупног дома
- Стара кућа у Мартоношу
- Детаљ са куће
- Католичка црква